# Кільхберг (Цюрих)
Кільхберг (нім. Kilchberg ZH) — громада  в Швейцарії в кантоні Цюрих, округ Горген.

## Географія
Громада розташована на відстані близько 95 км на північний схід від Берна, 6 км на південь від Цюриха.
Кільхберг має площу 2,6 км², з яких на 74,1% дозволяється будівництво (житлове та будівництво доріг), 24,3% використовуються в сільськогосподарських цілях, 1,2% зайнято лісами, 0,4% не є продуктивними (річки, льодовики або гори).

## Демографія
2019 року в громаді мешкало 8923 особи (+19,1% порівняно з 2010 роком), іноземців було 32,9%. Густота населення становила 3459 осіб/км².
За віковим діапазоном населення розподілялося таким чином: 21,6% — особи молодші 20 років, 60,6% — особи у віці 20—64 років, 17,8% — особи у віці 65 років та старші. Було 4044 помешкань (у середньому 2,2 особи в помешканні).
Із загальної кількості 4127 працюючих 11 було зайнятих в первинному секторі, 1192 — в обробній промисловості, 2924 — в галузі послуг.

## Економіка
- Lindt — швейцарський виробник шоколаду.

## Цікаві факти
- У Кільхберзі провів останні роки і похований німецький письменник Томас Манн.